# Telegeusis texensis
Telegeusis texensis är en skalbaggsart som beskrevs av Fleenor och Taber 2001. Telegeusis texensis ingår i släktet Telegeusis och familjen Telegeusidae. Inga underarter finns listade i Catalogue of Life.